# Camelopsocus similis
Camelopsocus similis är en insektsart som beskrevs av Edward L. Mockford 1965. Camelopsocus similis ingår i släktet Camelopsocus och familjen storstövsländor. Inga underarter finns listade i Catalogue of Life.